# DNArails
遺傳軌跡股份有限公司，以DNArails為品牌名稱，是一家結合生物醫學與資訊分析的跨領域生物技術公司，其產品為臨床基因醫學檢測的工具及軟體平台，內容涵蓋人工智慧、資訊系統架構、大數據分析。